# Amy Shuard
Amy Shuard (Londres, 1924 - 1975) va ser una formidable soprano dramàtica anglesa en rols de Verdi, Wagner, Strauss i Puccini com Turandot - on va ser entrenada per la seva mestra, la llegendària Eva Turner -, Lady Macbeth, Brünnhilde, Kundry, Elektra, Aïda, Jenůfa, Santuzza i Elisabeth a Don Carlo.
Molt celebrada entre les audiències britàniques al teatre Sadlers Wells, va sobresortir al Covent Garden i a Viena, San Francisco, La Scala, Bayreuth i el Teatro Colón de Buenos Aires amb Macbeth (1964) i on va alternar amb Birgit Nilsson en la tetralogia de L'anell del nibelung de Wagner el 1967.
La temporada 1965-1966 va actuar al Liceu de Barcelona a Un ballo in maschera al costat de Richard Tucker.
Va morir en la plenitud de carrera i el seu llegat discogràfic és escarit.

## Discografia de referència
- Verdi: Macbeth / Molinari-pradelli
- Verdi: Un Ballo in Maschera / Downes
- Wagner: Parsifal / Goodall